# Alberto Rodríguez Barrera
Alberto Rodríguez Barrera (Città del Messico, 1º aprile 1974) è un ex calciatore messicano, di ruolo difensore.

## Carriera

### Club
Dopo gli inizi nel Pumas UNAM e una breve esperienza al Monterrey, si trasferisce al Pachuca, dove ha giocato la maggior parte delle sue partite nel campionato messicano di calcio. Nel 2005 è passato al Cruz Azul.

### Nazionale
Con la nazionale messicana ha giocato 13 partite e ha partecipato a Corea del Sud-Giappone 2002.